# Tournoi des Cinq Nations 1996
Cet article traite de l'épreuve masculine. Pour la compétition féminine, voir Tournoi britannique féminin 1996.
Pour un article plus général, voir Tournoi des Six Nations.
Navigation
Tournoi 1995 Tournoi 1997
Le Tournoi des Cinq Nations 1996 est remporté par l'Angleterre au bénéfice de la différence de points.

## Classement
L'Angleterre remporte le Tournoi à la faveur de la plus grande différence de points.
| Rang | Équipe         | J | V | N | D | PP | PC  | Δ   | Pts |
| ---- | -------------- | - | - | - | - | -- | --- | --- | --- |
| 1    | Angleterre (T) | 4 | 3 | 0 | 1 | 79 | 54  | +25 | 6   |
| 2    | Écosse         | 4 | 3 | 0 | 1 | 60 | 56  | +4  | 6   |
| 3    | France         | 4 | 2 | 0 | 2 | 89 | 57  | +32 | 4   |
| 4    | Pays de Galles | 4 | 1 | 0 | 3 | 62 | 82  | -20 | 2   |
| 5    | Irlande        | 4 | 1 | 0 | 3 | 65 | 106 | -41 | 2   |

J matchs joués, V victoires, N matchs nuls, D défaites
PP points pour, PC points contre, Δ différence PP-PC
Pts points de classement (2 points pour une victoire, 1 point en cas de match nul, rien pour une défaite)
T Tenante du titre 1995.

## Résultats
Les dix matchs sont joués le samedi sur cinq dates :
- Première journée (20 janvier 1996)

| Paris, Parc des Princes | France  | 15 - 12 | Angleterre |
| Dublin, Lansdowne Road  | Irlande | 10 - 16 | Écosse     |

- Deuxième journée (3 février 1996)

| Édimbourg, Murrayfield | Écosse     | 19 - 14 | France         |
| Londres, Twickenham    | Angleterre | 21 - 15 | Pays de Galles |

- Troisième journée (17 février 1996)

| Paris, Parc des Princes | France         | 45 - 10 | Irlande |
| Cardiff, Arms Park      | Pays de Galles | 14 - 16 | Écosse  |

- Quatrième journée (2 mars 1996)

| Dublin, Lansdowne Road | Irlande | 30 - 17 | Pays de Galles |
| Édimbourg, Murrayfield | Écosse  | 9 - 18  | Angleterre     |

- Cinquième journée (16 mars 1996)

| Cardiff, Millenium  | Pays de Galles | 16 - 15 | France  |
| Londres, Twickenham | Angleterre     | 28 - 15 | Irlande |

## Meilleurs joueurs
- Meilleurs marqueurs d'essais :  Michael Dods et  Émile Ntamack ex aequo : 3 essais
- Meilleur réalisateur :  Paul Grayson : 64 points (2 transformations, 17 buts de pénalité et 3 drops).